# Чугуївський район (Приморський край)
Чугуївський район (рос. Чугуевский район) — район Приморського краю.
Адміністративний центр — село Чугуївка.

## Географія
Чугуївський район Приморського краю розташований в центрі регіону. Площа території становить 12350 км².
Частина території розташована в передгір'ях Сіхоте-Аліня, де знаходиться ареал рідкісних рослин, деякі з яких — ендеміки. Існують безліч проектів зі створення національного парку на частині території району.
Лісова і лісопереробна промисловості — найрозвиненіші галузі району. У західних частинах району добре розвинене сільське господарство, особливо м'ясо-молочне скотарство.

## Населення
Чисельність населення на 2009 рік становить 25 549 чоловік.

## Адміністративний поділ
Адміністративно Чугуївський район ділиться на 8 сільських поселень:
- Березовське: село Березовка;
- Брєєвське: села Архипівка, Брєєвка, Медвежий Кут, Тополевий, Ясне;
- Завітненське: села Завітне, Окраїнка;
- Кокшарівське: села Кокшарівка, Полиніха, Саратовка;
- Самаркинське: села Лісогір'є, Самарка;
- Уборкинське: села Варпахівка, Павлівка, Уборка;
- Чугуївське: села Булига-Фадєєво, Замітне, Ізвілінка, Кам'янка, Михайлівка, Новомихайлівка, Новочугуївка, Пшеніцино, Соколовка, Чугуївка;
- Шумненське сільське поселення: села Антонівка, Ізюбриний, Леніно, Нижні Лужки, Шумний.